# Pilot 755 SE
Pilot 755 SE är en svensk lotsbåt som byggdes 1981 som Tjb 755 av AB Holms Skeppsvarv, Råå, Helsingborg till Sjöfartsverket i Norrköping. Tjb 755 stationerades vid Sandhamns lotsplats. 2001 genomgick båten en ombyggnad vid AB Hasslö Båtvarv, Hasslö, Karlskrona och fick då en ny styrhytt. 2005 döptes båten om till Pilot 755 SE.